# Széth
Széth isten (neve előfordul Szet, Szetekh, Szetes, Sutekh, Szuti alakban is) az ókori egyiptomi vallásban a sivatag, a zűrzavar és a pusztítás istene. Hozzá kapcsolódott a mágia és a rontó varázslás tudománya is.
Geb és Nut fia, Ozirisz, Ízisz és Nebethet testvére, s Ozirisz gyilkosa. Később nyolcvan évig tartó háborúba keveredett Ozirisz fiával, Hórusszal, a sólyomistennel.
Állatfejű alakban ábrázolt istenség (az állatfaj nem azonosítható, leginkább földimalacra hasonlít), a görögök Tüphónnal azonosították. Rendszerint emberalakban, de azonosítatlan állat (feltehetőleg sakál, sivatagi róka, szamár vagy földimalac) fejével jelenítették meg, egyenes farokkal, azonban előfordul tisztán állatalakban is (ami egyetlen ismert állattal sem azonosítható). Oryx, sertés, vaddisznó, víziló és krokodil képében is megjelent. Születésének napja, a harmadik epagomenális nap szerencsétlen napnak számított az egyiptomi naptárban. Születésének helye a vallási szövegek szerint az Ombosz-Nagada régió Felső-Egyiptomban. A piramisszövegek 205. mondása szerint úgy jött a világra, hogy durván kihasította magát anyja, Nut testéből. Eredetileg a sivatag istene volt, akit hamar a zűrzavarral és a pusztítással kapcsoltak össze. Széth az egyiptomi mitológiában a „szükséges rossz”, az ellenpont, ami nélkül a jó sem létezhetne, emiatt tisztelték. Azzal, hogy Oziriszt megölte, a gonoszság és káosz megtestesítőjévé vált, harciassága és ereje révén mégis Egyiptom egyik védőistene lett, akinek segítségét Ré napisten is igénybe vette az Apóphisz elleni harcban.
A középbirodalom időszakában a királyi hatalom oltalmazójának tartották. Kultuszának csúcspontját a XIX-XX. dinasztia kora jelenti, később mitológiai jelentősége háttérbe szorult, és régebbi ábrázolásait szándékosan tönkretették. Fő kultuszhelyei Ombosz, Avarisz, Per-Ramszesz és a Nyugati-sivatag oázisai voltak.